# Тарвос (спутник)
Тарвос (англ. Tarvos) — тридцать пятый по отдалённости от планеты спутник Сатурна. Открыт 23 сентября 2000 года астрономом Джоном Кавелаарсом.
Тарвос назван в честь быка-гиганта Тарвоса Тригарануса из кельтской мифологии. Входит в кельтскую группу спутников Сатурна.